# Diego Michelotti
Diego Michelotti (Trento, 13 novembre 1926 – Roma, 27 maggio 1986) è stato un attore e doppiatore italiano.

## Biografia
Diplomato all'Accademia nazionale d'arte drammatica, fu interprete caratterista, apparendo prevalentemente in serie televisive e sceneggiati televisivi della Rai trasmessi negli anni sessanta e settanta. Fu attivo anche in cinema e teatro fin dagli anni cinquanta. In Vita di Cavour impersonò la figura del generale garibaldino Nino Bixio. Come doppiatore dette voce a personaggi di numerose serie televisive di anime di produzione giapponese.
Morì a Roma il 27 maggio 1986 all'età di 59 anni. Riposa presso il cimitero Flaminio.

## Vita privata
Fu sposato con l’attrice Eva Vanicek.

## Filmografia

### Cinema
- La donna del giorno, regia di Francesco Maselli (1956)
- Il figlio del corsaro rosso, regia di Primo Zeglio (1959)
- Una spada nell'ombra, regia di Luigi Capuano (1961)
- Duello nella Sila, regia di Umberto Lenzi (1962)
- Il magnifico avventuriero, regia di Riccardo Freda (1963)
- Totò e Cleopatra, regia di Fernando Cerchio (1963)
- Coriolano eroe senza patria, regia di Giorgio Ferroni (1964)
- Il leone di Tebe, regia di Giorgio Ferroni (1964)
- Cyrano e d'Artagnan (Cyrano et d'Artagnan), regia di Abel Gance (1964)
- Ercole contro i tiranni di Babilonia, regia di Domenico Paolella (1964)
- Golia alla conquista di Bagdad, regia di Domenico Paolella (1965)
- Maigret a Pigalle, regia di Mario Landi (1967)
- Flavia, la monaca musulmana, regia di Gianfranco Mingozzi (1974)
- Maldoror, regia di Alberto Cavallone (1975, mai distribuito)
- La linea del fiume, regia di Aldo Scavarda (1976)

### Televisione
- Il decorato O’Flaherty, di George Bernard Shaw, regia di Alessandro Brissoni, 16 giugno 1954.
- La signora Rosa, di Sabatino Lopez, regia di Anton Giulio Majano, 9 luglio 1954.
- Passaggio all'equatore, di Umberto Morucchio, regia di Guglielmo Morandi, 17 settembre 1954.
- Lorenzaccio, di Alfred de Musset, regia di Mario Ferrero, 21 novembre 1954.
- Il garofano bianco, di Robert Cedric Sherriff, regia di Alessandro Brissoni, 25 gennaio 1955.
- Arsenico e vecchi merletti, di Joseph Kesselring, regia di Silverio Blasi, 2 dicembre 1955.
- Svegliati e canta, di Clifford Odets, regia di Silverio Blasi, 10 febbraio 1956.
- Al pappagallo verde, di Arthur Schnitzler, regia di Silverio Blasi, 9 marzo 1956.
- Don Buonaparte, di Giovacchino Forzano, regia di Guglielmo Morandi, 4 maggio 1956.
- Otello, di William Shakespeare, regia televisiva di Claudio Fino, 15 marzo 1957.
- Piccolo mondo antico, dal romanzo di Antonio Fogazzaro, regia di Silverio Blasi, 5 puntate, dal 26 ottobre al 23 novembre 1957.
- Capitan Fracassa, regia di Anton Giulio Majano, 5 puntate, dall’11 gennaio all’8 febbraio 1958.
- L’esca, di Romildo Craveri, regia di Guglielmo Morandi, 25 marzo 1958.
- Il gallo canta a mezzanotte, di Edoardo Anton, regia di Luigi Di Gianni, 27 maggio 1958.
- I fiordalisi d'oro, di Giovacchino Forzano, regia di Guglielmo Morandi, 22 agosto 1958.
- Zero a zero: la partita continua, di Guy van Zandijcke, regia di Guglielmo Morandi, 23 settembre 1958.
- Mamouret, di Jean Sarment, regia di Guglielmo Morandi, 17 ottobre 1958.
- Canne al vento, regia di Mario Landi, 4 puntate, dall'8 al 29 novembre 1958.
- L'isola del tesoro, regia di Anton Giulio Majano, 5 puntate, dal 7 febbraio al 7 marzo 1959.
- Fuente Ovejuna, di Lope de Vega, regia di Anton Giulio Majano, 3 aprile 1959.
- La voce nel bicchiere, di Leopoldo Cuoco e Gianni Isidori, regia di Anton Giulio Majano, 1 settembre 1959.
- I masnadieri, di Friedrich Schiller, regia di Anton Giulio Majano, 2 ottobre 1959.
- Ottocento, regia di Anton Giulio Majano, 5 puntate, dal 6 dicembre 1959 al 3 gennaio 1960.
- Giallo club. Invito al poliziesco, episodio Rapina al grattacielo, 13 gennaio 1960.
- Romanticismo, di Gerolamo Rovetta, regia di Guglielmo Morandi, 13 giugno 1960.
- Tom Jones, regia di Eros Macchi, puntata del 26 giugno 1960.
- Gente che va, gente che viene, regia di Enzo Trapani, 21 settembre 1960.
- La Pisana, regia di Giacomo Vaccari, 6 puntate, dal 23 ottobre al 27 novembre 1960.
- Adunanza di condominio, di Vladimiro Cajoli, regia di Anton Giulio Majano, 16 dicembre 1960.
- Il caso Maurizius, regia di Anton Giulio Majano, puntata del 12 febbraio 1961.
- Giallo club. Invito al poliziesco, episodio Qualcuno ha tradito, 19 marzo 1961.
- Abdicazione, di Jacinto Benavente, regia di Alberto Gagliardelli, 28 aprile 1961.
- Tonio, da Guy de Maupassant, regia di Alessandro Brissoni, 1 ottobre 1961.
- La ricetta miracolosa, di Edmond Gondinet, regia di Alessandro Brissoni, 8 ottobre 1961.
- Lo schiaffo, di Abraham Dreyfus, regia di Alessandro Brissoni, 15 ottobre 1961.
- I due Ivan, di Nikolaj Gogol', regia di Alessandro Brissoni, 22 ottobre 1961.
- La storia di re Enrico IV, di William Shakespeare, regia di Sandro Bolchi, 13 novembre 1961.
- L'Apollo di Bellac, di Jean Giraudoux, regia di Flaminio Bollini, 15 febbraio 1962.
- Il signore delle 21, regia di Enzo Trapani, 8 puntate, dal 5 maggio al 23 giugno 1962.
- Una tragedia americana, regia di Anton Giulio Majano, 7 puntate, dall'11 novembre al 23 dicembre 1962.
- Il Cardinale Lambertini, di Alfredo Testoni, regia di Silverio Blasi, 22 aprile 1963.
- È mezzanotte, dottor Schweitzer, di Gilbert Cesbron, regia di Eros Macchi, 29 aprile 1963.
- Delitto e castigo, dal romanzo di Fëdor Dostoevskij, regia di Anton Giulio Majano, 6 puntate, dal 30 maggio al 4 luglio 1963.
- La volpe sfortunata, di Sancia Basco, regia di Eros Macchi, 5 agosto 1963.
- Guai a chi mente, di Franz Grillparzer, regia di Anton Giulio Majano, 2 settembre 1963.
- Ritorna il tenente Sheridan, episodio La lettera, regia di Mario Landi, 10 novembre 1963.
- I miserabili, regia di Sandro Bolchi, puntata del 3 maggio 1964.
- Ultima Bohème, di Ghigo De Chiara, regia di Silverio Blasi, puntata del 1 ottobre 1964.
- Le inchieste del commissario Maigret, episodio Un'ombra su Maigret, regia di Mario Landi, dal 27 dicembre 1964 al 3 gennaio 1965.
- Il potere e la gloria, di Graham Greene, regia di Mario Ferrero, 2 aprile 1965.
- David Copperfield, regia di Anton Giulio Majano, dal 26 dicembre 1965 al 13 febbraio 1966.
- La sera del sabato, di Guglielmo Giannini, regia di Anton Giulio Majano, 1 luglio 1966.
- La locanda azzurra, da Stephen Crane, regia di Anton Giulio Majano, 9 novembre 1966.
- Il caso Fuchs, di Tullio Kezich, regia di Piero Schivazappa, 10 novembre 1966.
- L'affare Kubinsky, di Ladislao Fodor e Ladislao Lakatos, regia di Giuseppe Di Martino, 3 febbraio 1967.
- Vita di Cavour, puntata L’unità, regia di Piero Schivazappa, 19 marzo 1967.
- La fiera della vanità, regia di Anton Giulio Majano, dal 12 novembre al 24 dicembre 1967.
- L'affare Dreyfus, regia di Leandro Castellani, 17 e 19 novembre 1968.
- La freccia nera, regia di Anton Giulio Majano, puntate del 26 gennaio e 2 febbraio 1969.
- Il diritto dell’uomo, di Giovanni Balzarini e Adriana Naponi, regia di Leonardo Cortese, 25 luglio 1969.
- La donna di cuori, regia di Leonardo Cortese, dal 24 ottobre al 21 novembre 1969.
- Il corvo, di Alfonso Sastre, regia di Leonardo Cortese, 4 agosto 1970.
- E le stelle stanno a guardare, regia di Anton Giulio Majano, dal 7 settembre al 2 novembre 1971.
- All'ultimo minuto, episodio Allarme a bordo, regia di Ruggero Deodato, 30 ottobre 1971.
- Le inchieste del commissario Maigret, episodio  Il pazzo di Bergerac, regia di Mario Landi, 2 e 3 settembre 1972.
- Mandrin, regia di Philippe Fourastié, dal 3 ottobre al 7 novembre 1972.
- Una donna senza importanza, di Oscar Wilde, regia di Ottavio Spadaro, 15 dicembre 1972.
- Vino e pane, regia di Piero Schivazappa, 4 puntate, dall’11 marzo al 1 aprile 1973.
- Il commissario De Vincenzi, episodio Il candelabro a sette fiamme, regia di Mario Ferrero, 24 e 26 marzo 1974.
- Processo al generale Barattieri per la sconfitta di Adua, regia di Piero Schivazappa, 6 e 13 ottobre 1974.
- Murat, regia di Silverio Blasi, dal 15 al 29 giugno 1975.
- Dov'è Anna?, regia di Piero Schivazappa, dal 13 gennaio al 24 febbraio 1976.
- Il garofano rosso, regia di Piero Schivazappa, dall’11 al 25 novembre 1976.
- Lo scandalo della banca romana, regia di Luigi Perelli, dal 10 al 24 febbraio 1977.
- Supermarina. Commissione d'inchiesta speciale SMG 507, regia di Marcello Baldi, 13 e 15 febbraio 1977.
- Un lungo grido di libertà, regia di Mario Ferrero, 22 febbraio 1978.
- Disonora il padre, regia di Sandro Bolchi, puntata del 10 dicembre 1978.
- Il ’98 , regia di Sandro Bolchi, 14 e 21 marzo 1979.

## Teatro
- Le troiane di Euripide, regia di Mario Ferrero, Roma, Teatro delle Arti, 30 giugno 1949 (saggio dell’Accademia)
- Vestire gli ignudi di Luigi Pirandello, regia di Tonino Marando, Calabria (1949)
- La guerra di Troia non si farà di Jean Giraudoux, regia di Mario Ferrero, Roma, Teatro Quirino, 13 giugno 1950 (saggio dell’Accademia)[2]
- Il poverello di Jacques Copeau, regia di Orazio Costa, San Miniato, IV Festa del Teatro, 1⁰ settembre 1950.
- Gli innamorati di Carlo Goldoni, regia di Giorgio Strehler, Lecco, Teatro Sociale, 8 ottobre 1950.
- Estate e fumo di Tennessee Williams, regia di Giorgio Strehler, Piccolo Teatro di Milano, 17 ottobre 1950.
- Il misantropo di Molière, regia di Giorgio Strehler, Lecco, Teatro Sociale, 16 novembre 1950.
- La morte di Danton di Georg Büchner, regia di Giorgio Strehler, Piccolo Teatro di Milano, 16 dicembre 1950.
- L'oro matto di Silvio Giovaninetti, regia di Giorgio Strehler, Piccolo Teatro di Milano, 21 marzo 1951.
- Non giurare su niente di Alfred de Musset, regia di Giorgio Strehler, Piccolo Teatro di Milano, 20 aprile 1951.
- Frana allo scalo nord di Ugo Betti, regia di Giorgio Strehler, Piccolo Teatro di Milano, 11 maggio 1951.
- Re Enrico IV di William Shakespeare, regia di Giorgio Strehler, Teatro Romano di Verona, 7 luglio 1951.
- Il ballo dei ladri di Jean Anouilh, regia di Enzo Ferrieri, Piccolo Teatro di Milano, 26 marzo 1952.
- Medea di Jean Anouilh e Apollo di Bellac di Jean Giraudoux, regia di Enzo Ferrieri, Piccolo Teatro di Milano, 13 marzo 1953.
- Assassinio nella cattedrale di Thomas Stearns Eliot, regia di Enzo Ferrieri, Bergamo Alta, 26 agosto 1953.
- Otello di William Shakespeare, regia di Vittorio Gassman e Salvo Randone, Cesena, Teatro Bonci, 25 ottobre 1956.
- I tromboni di Federico Zardi, regia di Luciano Salce, Napoli, Teatro Mercadante, 18 dicembre 1956.
- Un cerchio di gesso del Caucaso di Bertolt Brecht, regia di Marcello Sartarelli, San Marino, 7 settembre 1957.
- Tutti contro tutti di Arthur Adamov,[3] regia di Lucio Chiavarelli, Roma, Teatro Pirandello, 9 dicembre 1959.
- Romanticismo di Gerolamo Rovetta, regia di Guglielmo Morandi, Roma, Teatro della Cometa, 30 marzo 1960.
- Edipo a Hiroshima di Luigi Candoni, regia di Paolo Paoloni, Roma, 21 agosto 1963.
- Sotto il sole di Satana di Diego Fabbri e Claudio Novelli, dal romanzo di Georges Bernanos, regia di José Quaglio, San Miniato, XIX Festa del Teatro, 24 giugno 1965.
- Il piacere dell'onestà di Luigi Pirandello, regia di Mario Landi, Catania, Teatro Musco, 15 dicembre 1966.
- Il matrimonio del signor Mississippi di Friedrich Dürrenmatt, regia di José Quaglio, Catania, Teatro Musco, 18 gennaio 1968.
- Enrico IV di Luigi Pirandello, regia di José Quaglio, Catania, Teatro Musco, 20 febbraio 1968.
- Il consiglio d'Egitto, di Ghigo De Chiara, regia di Lamberto Puggelli, Catania, Teatro delle Muse, 19 aprile 1976.
- Il turno, testo e regia di Roberto Gavioli, Roma, Teatro Due, 8 novembre 1985.

## Prosa radiofonica Rai
elenco parziale:
- Il misantropo di Molière, regia di Giorgio Strehler, trasmessa il 12 gennaio 1951
- Seconda giovinezza di Vandregisilo Tocci, regia di Claudio Fino, trasmessa il 8 ottobre 1951.
- L'osteria della posta di Carlo Goldoni, regia di Enzo Ferrieri, trasmessa il 9 ottobre 1951.
- I Porta di Tullio Pinelli, regia di Claudio Fino, trasmessa il 27 dicembre 1951.
- L'agnello del povero, commedia di Stefan Zweig, regia di Enzo Ferrieri, trasmessa il 5 febbraio 1952.
- Il mondo in pezzi, dramma di Gabriel Marcel, regia di Enzo Ferrieri, trasmesso il 20 giugno 1952.
- Se non così di Luigi Pirandello, regia di Umberto Benedetto, trasmessa il 31 ottobre 1952.
- Cocktail Party di Thomas Stearns Eliot, regia di Enzo Ferrieri, trasmessa il 17 aprile 1953.
- Lo ipocrito di Pietro Aretino, regia di Corrado Pavolini, trasmessa il 7 maggio 1954.
- La verità sospetta di Juan Ruiz de Alarcón, regia di Umberto Benedetto, trasmessa il 19 dicembre 1954.
- Il mercante e il contadino, radiocommedia di Aurelio Miserendino, regia di Amerigo Gomez, trasmessa il 9 marzo 1955.
- Le trombe di Eustacchio, commedia di Vitaliano Brancati, regia di Claudio Fino, trasmessa il 15 gennaio 1956.
- Incontro alla locanda, commedia di Anna Bonacci, regia di Umberto Benedetto, trasmessa il 21 aprile 1958.
- I Giacobini di Federico Zardi, regia di Guglielmo Morandi, 4 puntate, dal 15 al 23 marzo 1960.

## Doppiaggio

### Cinema
- Robert Loggia in Ufficiale e gentiluomo
- Donald Pleasence in Gli ultimi fuochi
- Bert Remsen in Il codice del silenzio
- Caro Kenyatta in Cleopatra Jones, licenza di uccidere
- Scott Brady in Sindrome cinese
- Denholm Elliott in Quell'ultimo ponte
- Bill Moor in Kramer contro Kramer
- Paul Maxwell in Quell'ultimo ponte
- François Maistre in La via lattea
- Georges Marchal in La via lattea
- Peter Cushing in La casa delle ombre lunghe
- Yoshio Tsuchiya in Matango il mostro
- Paul Müller in Il testimone
- Mario Bernardi in Testa o croce
- Buffy Dee in Superfantagenio
- Jack Soo in Berretti verdi
- Serge Reggiani in La donna del giorno[4]

### Televisione
- Dick Van Patten in Le rocambolesche avventure di Robin Hood contro l'odioso sceriffo
- John Banner in Gli eroi di Hogan[5]
- David Wayne in Ellery Queen
- Cliff De Young in Colorado
- Il personaggio Cookie Monster in Sesamo apriti

### Anime e cartoni animati
- Gotriniton (Sabaraku)
- Golion (Raydeel)
- L'Uomo Tigre, il campione (Re Giaguaro e Re Tigre)
- Uomo Tigre II (Butcher)
- Il Tulipano Nero (Paul Lorène)
- Sui monti con Annette (Dottore di Losanna)
- Sampei (Ippei Nihira)
- Il Signore degli Anelli (Gimli)
- UFO Robot Goldrake (Bitor, capitano veghiano, Beetle nell'episodio 35)
- Forza Sugar (Nonno materno di Sugar)
- Godam (Imperatore Yokokuda)
- Remì le sue avventure (Signor Driscoll)
- Le nuove avventure di Pinocchio (Mangiafuoco)